# Marcel de Coppet
Pour les articles homonymes, voir Coppet (homonymie).
Jules Marcel de Coppet (né le 18 mai 1881 à Paris et mort le 31 août 1968 à Quiberville) est un administrateur colonial français. C'est également un acteur de la vie intellectuelle et littéraire de son temps, proche d'André Gide et surtout de Roger Martin du Gard dont il épouse la fille.

## Biographie
Marcel de Coppet est issu d'un milieu protestant. Il passe une licence de droit et est diplômé en malgache de l'École des langues orientales. Franc-maçon, il appartient à la Grande Loge de France. Il fait la connaissance de Roger Martin du Gard en 1902, lors de son service militaire et devient l'un de ses plus proches amis : « Personne ne saura jamais ce que je dois à Coppet. Je puis dire que je n'existe que parce que je l'ai rencontré », confie Martin du Gard à son cousin.
Il épouse en 1905 Edith Olivié, rencontrée lors de vacances estivales à Quiberville ; Roger Martin du Gard et Gustave Valmont sont ses témoins de mariage. Ils se séparent en 1913 et divorcent en 1918. Il épouse en secondes noces, en 1929, la fille de Roger Martin du Gard, Christiane, avec laquelle il a deux enfants, Daniel (1933-2002, anthropologue, directeur d'études à l'EHESS) et Anne-Véronique. Ils divorcent en 1948.

### Carrière coloniale
Il commence sa carrière coloniale en 1906 à Madagascar, où il est attaché au cabinet du gouverneur Jean-Victor Augagneur, puis au Sénégal en 1910. Nommé administrateur en 1917, il est envoyé en Guinée. Il devient administrateur en chef en 1923, et gouverneur par intérim du Tchad de 1926 à 1928. C'est à ce poste qu'il reçoit Marc Allégret et André Gide, qu'il a connu par l'intermédiaire de Martin du Gard, et qui publie ensuite Voyage au Congo et Le Retour du Tchad.
À nouveau gouverneur par intérim du Tchad de 1929 à 1932, il est gouverneur du Dahomey (actuel Bénin) de 1933 à 1934. Gouverneur de la Côte française des Somalis (actuelle République de Djibouti), d'août 1934 à juin 1935, il est rappelé en France après la mort de l'élève-administrateur Albert Bernard et pour avoir proposé de transférer des territoires à l'Italie sans attendre la ratification de l'accord « Laval-Mussolini ». En novembre 1935, il est nommé lieutenant-gouverneur de Mauritanie.
Ses amitiés socialistes lui permettent de devenir gouverneur général de l'Afrique-Occidentale française (AOF) le 27 septembre 1936. Il fait alors réaliser une enquête sur les femmes et la famille en AOF par Denise Moran. Il est rappelé pour consultation par le Ministre des Colonies, Georges Mandel, le 12 octobre 1938 : le gouvernement Léon Blum est tombé, et la répression mortelle d’une grève de cheminots à Thiès ont causé son départ,. À son départ, Léon Geismar fait fonction pendant quelques mois, avant l'arrivée de Pierre Boisson.
Il succède à Léon Maurice Valentin Réallon et précède Léon Cayla comme gouverneur général de Madagascar du 10 juin 1939 au 30 juillet 1940. Il est limogé par le régime de Vichy pour avoir tenté de maintenir la Grande Île dans la guerre au côté des Britanniques, et révoqué le 25 novembre 1940. Il est remplacé en intérim par Réallon avant l'arrivée sur l'île de Léon Cayla.
Réintégré dans l'administration coloniale en septembre 1944, nommé au Conseil d'État en décembre 1945, il devient haut-commissaire à Madagascar en mars 1946, où il assiste au début de l'insurrection et organise sa répression jusqu'en décembre 1947.
Il dirige les parties consacrées à Madagascar d'une encyclopédie publiée en 1947. Il est président du conseil d'administration de la Banque de l'AOF en 1948.

## Distinctions
- Commandeur de la Légion d'honneur (1947)

## Publications
- de Coppet (Marcel), «Madagascar, Réunion», in Encyclopédie de l'empire français, Paris, 2 volumes, 1947